# Gwynneville
Gwynneville är en förort i Australien.   Den ligger i kommunen City of Wollongong och delstaten New South Wales, i den sydöstra delen av landet, 190 km nordost om huvudstaden Canberra. Gwynneville ligger 9 meter över havet och antalet invånare är 2 523.
Terrängen runt Gwynneville är platt åt sydost, men åt nordväst är den kuperad. Havet är nära Gwynneville österut. Trakten är tätbefolkad. Närmaste större samhälle är Wollongong, 0,98 km sydost om Gwynneville. 